# Tom Leonard (Politiker, 1924)
Thomas „Tom“ Leonard (* 30. Mai 1924 in Dublin; † 5. März 2004 in Blanchardstown, Dublin) war ein irischer Politiker der Fianna Fáil. Er war von 1977 bis 1981 und von 1983 bis 1987 Teachta Dála (Abgeordneter) im Dáil Éireann, dem irischen Unterhaus.

## Leben
Tom Leonard wuchs in Dublin auf und arbeitete im Obst- und Gemüsehandel der Familie. Schon früh war er Mitglied im Dublin City Council.
Er versuchte mehrfach, in den Dáil Éireann gewählt zu werden. Bei den Wahlen zum Dáil Éireann 1969, 1973, Wahlen zum Dáil Éireann 1981 sowie im Februar und November 1982 war er im Wahlkreis Dublin Central erfolglos. 
Nur bei den Wahlen 1977 konnte er im Wahlkreis Dublin Cabra einen Sitz erringen und bei der Nachwahl für den verstorbenen George Colley konnte er genügend Stimmen im Wahlkreis Dublin Central erreichen.
Als er auch nicht mehr im Dublin City Council saß, wendete er sich wieder dem Handelsgeschäft zu.